# Діксі (мережа магазинів)

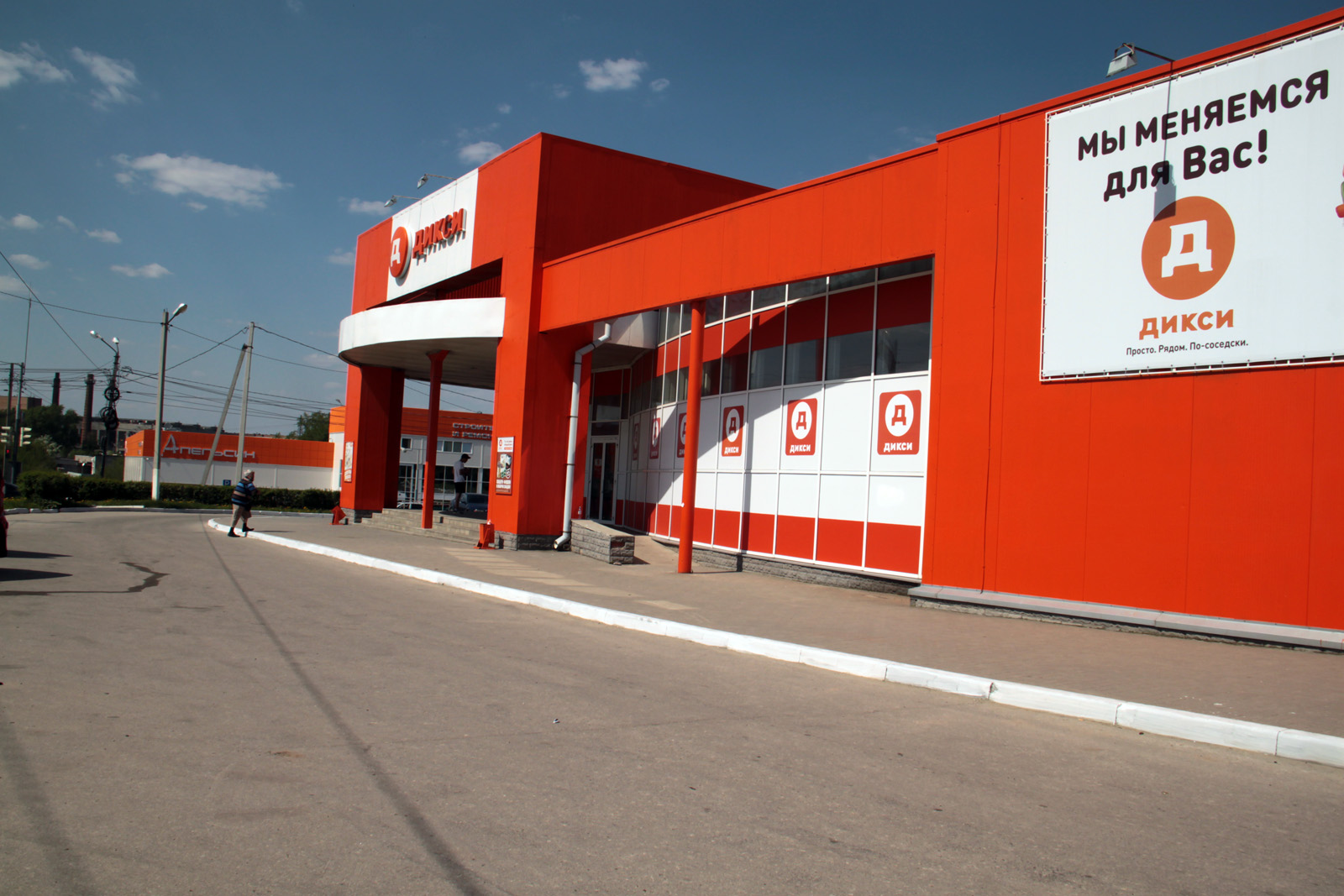
Магазин у Рязані

Діксі — російська компанія, що володіє великою продовольчої роздрібною мережею. Головний структура групи — Публічне акціонерне товариство «Діксі Груп». Штаб-квартира — в Москві.

## Діяльність
Станом на 31 січня 2016 року компанія управляла 2 710 магазинами, включаючи: 2 564 магазина «Діксі» «біля будинку», 109 магазинів «Вікторія», 1 магазин Cash і 36 компактних гіпермаркетів «Мегамарт» і «Мінімарт». Торгова площа Групи компаній «Діксі» станом на 31 січня 2016 року становила 909 515 м².

## Діксі-Україна
З 2012 року українська філія як відгалужена юридична одиниця ТОВ «Діксі-Україна» входить в міжнародну групу компаній Sportmaster Operations PTE.LTD, що зареєстрована в Сінгапурі[джерело?]. Засновками ТОВ «Діксі-Україна» є компанія з Сінгапуру: Dixy Operations Pte. Ltd.
2014 року, після початку російської збройної агресії проти України, ТОВ «Діксі-Україна» потрапила у фокус кампанії «Не купуй російське!» із закликами бойкотувати російські товари й торговельні мережі.
2016 року Dixy Ukraine мав 90 магазини під такими брендами як: Dixy, Varus, Colo та Velmart.
2018 року компанію перейменовано на Dixy У липні 2019 року відкрито магазин в ТРК «Академ сіті» у Києві.
У січні 2019 року компанія відкрила новий магазин Dixy у Чернігові, виконаний у форматі «liga».

### Франчайзинг
2000 року відкрито перший магазин Велика кишеня за франчайзингом в Україні.
2003 року Діксі Україна відкрила перший супермаркет Varus
2010 року Діксі Україна замінила супермаркет з Великої кишені на Велмарт